# 제77육전사단
육전 제77사단(陸戰第七十七師)는 중화민국 해군육전대의 옛 사단이다.

## 역사
1979년 3월, 해군육전대 신병훈련소와 삼군연합작전훈련기지지휘부를 병합하고 4개 보병연대를 편성한 작전부대인 육전 제77사단을 설립하였다. 1984년에 사단 편제가 전시 편제로 지정되자, 7월에 육전 제77사단이 해체되어, 신병훈련소와 삼군연합작전훈련기지지휘부로 되돌렸다.
방공경위군의 옛 이름인 육전 제77여단은 육전 제77사단과는 계보에서 아무련 관련은 없으나, 육전 제77사단을 기념하기 위해 같은 서수 77번을 부여받았다.

## 부대
부대는 핑둥현에 모여 있었다.
- 제661연대 - 린뤄향
- 제662연대 - 네이푸향
- 제663연대 - 네이푸향
- 제664연대 - 차오저우진, 현 위 핑둥성 중기 안치소.

제662연대와 제663연대가 있었던 영구는 해군육전대 신병훈련소가 운용하고 있다.

## 같이 보기
- 육전 제1사단/66사
- 제2육전사단/99사
- 방공경위군, 옛 육전 제77여단

## 참고
- 海軍陸戰隊司令部, 편집. (2005년 9월 16일). 《陸戰薪傳》 (중국어 (대만)). 海軍陸戰隊司令部.